# Mole Valley (circonscription du Parlement britannique)
Circonscription parlementaire de la Chambre des communes
Pour le district, voir Mole Valley.
La circonscription de Mole Valley est une circonscription parlementaire britannique située dans le Surrey. Elle couvre l'intégralité du district de Mole Valley et s'étend en partie sur le borough voisin de Guildford. La Mole est un affluent de la Tamise.
Elle a été créée en 1983, à partir de l'ancienne circonscription de Dorking. Depuis 1997, elle est représentée à la Chambre des communes du Parlement britannique par Sir Paul Beresford, du Parti conservateur.

## Members of Parliament
| Élection | Élection | Membre             | Membre | Parti        |
| -------- | -------- | ------------------ | ------ | ------------ |
|          | 1983     | Kenneth Baker      |        | Conservateur |
|          | 1997     | Sir Paul Beresford |        | Conservateur |

## Élections

### Élections dans les années 2010
| Parti         | Parti                | Candidat             | Voix   | %     | ±     |
| ------------- | -------------------- | -------------------- | ------ | ----- | ----- |
|               | Conservateur         | Paul Beresford       | 31,656 | 55,4  | -6.4  |
|               | Libéral Démocrate    | Paul Kennedy         | 19,615 | 34,4  | +15.0 |
|               | Travailliste         | Brian Bostock        | 2,965  | 5,2   | -8.7  |
|               | Green                | Lisa Scott-Conte     | 1,874  | 3,3   | +0.7  |
|               | Indépendant          | Robin Horsley        | 536    | 0,9   | N/A   |
|               | UKIP                 | Geoffrey Cox         | 464    | 0,8   | -1.6  |
| Majorité      | Majorité             | Majorité             | 12,041 | 21,0  | -21.4 |
| Participation | Participation        | Participation        | 57,110 | 76,5  | +0.2  |
|               | Conservateur retenir | Conservateur retenir | Swing  | -10.7 |       |

| Parti         | Parti                | Candidat             | Voix   | %    | ±    |
| ------------- | -------------------- | -------------------- | ------ | ---- | ---- |
|               | Conservateur         | Paul Beresford       | 35,092 | 61,9 | +1.2 |
|               | Libéral Démocrate    | Paul Kennedy         | 10,955 | 19,3 | +4.8 |
|               | Travailliste         | Marc Green           | 7,864  | 13,9 | +5.6 |
|               | Green                | Jacquetta Fewster    | 1,463  | 2,6  | -2.8 |
|               | UKIP                 | Judy Moore           | 1,352  | 2,4  | -8.8 |
| Majorité      | Majorité             | Majorité             | 24,137 | 42,4 | -3.7 |
| Participation | Participation        | Participation        | 56,866 | 76,3 | +1.5 |
|               | Conservateur retenir | Conservateur retenir | Swing  | -1.8 |      |

| Parti         | Parti                | Candidat             | Voix   | %    | ±     |
| ------------- | -------------------- | -------------------- | ------ | ---- | ----- |
|               | Conservateur         | Paul Beresford       | 33,434 | 60,6 | +3.1  |
|               | Libéral Démocrate    | Paul Kennedy         | 7,981  | 14,5 | −14.3 |
|               | UKIP                 | Paul Oakley          | 6,181  | 11,2 | +6.1  |
|               | Travailliste         | Leonard Amos         | 4,565  | 8,3  | +1.3  |
|               | Green                | Jacquetta Fewster    | 2,979  | 5,4  | +3.8  |
| Majorité      | Majorité             | Majorité             | 25,453 | 46,1 | +17.3 |
| Participation | Participation        | Participation        | 55,329 | 74,2 | −0.6  |
|               | Conservateur retenir | Conservateur retenir | Swing  | +8.7 |       |

| Parti         | Parti                | Candidat             | Voix   | %    | ±    |
| ------------- | -------------------- | -------------------- | ------ | ---- | ---- |
|               | Conservateur         | Paul Beresford       | 31,263 | 57,5 | +2.8 |
|               | Libéral Démocrate    | Alice Humphreys      | 15,610 | 28,7 | −1.7 |
|               | Travailliste         | James Dove           | 3,804  | 7,0  | −3.7 |
|               | UKIP                 | Leigh Jones          | 2,752  | 5,1  | +2.1 |
|               | Green                | Rob Sedgwick         | 895    | 1,6  | +1.6 |
| Majorité      | Majorité             | Majorité             | 15,653 | 28,8 | +4.5 |
| Participation | Participation        | Participation        | 54,324 | 74,8 | +3.4 |
|               | Conservateur retenir | Conservateur retenir | Swing  | +2.3 |      |

### Élections dans les années 2000
| Parti         | Parti                | Candidat             | Voix   | %    | ±    |
| ------------- | -------------------- | -------------------- | ------ | ---- | ---- |
|               | Conservateur         | Paul Beresford       | 27,060 | 54,8 | +4.3 |
|               | Libéral Démocrate    | Nasser Butt          | 15,063 | 30,5 | +1.5 |
|               | Travailliste         | Farmida Bi           | 5,310  | 10,7 | −5.9 |
|               | UKIP                 | David Payne          | 1,475  | 3,0  | +0.2 |
|               | Veritas              | Roger Meekins        | 507    | 1,0  | N/A  |
| Majorité      | Majorité             | Majorité             | 11,997 | 24,3 | +2.8 |
| Participation | Participation        | Participation        | 49,415 | 72,5 | +3.6 |
|               | Conservateur retenir | Conservateur retenir | Swing  | +1.4 |      |

| Parti         | Parti                | Candidat             | Voix   | %    | ±    |
| ------------- | -------------------- | -------------------- | ------ | ---- | ---- |
|               | Conservateur         | Paul Beresford       | 23,790 | 50,5 | +2.5 |
|               | Libéral Démocrate    | Celia Savage         | 13,637 | 29,0 | −0.3 |
|               | Travailliste         | Dan Redford          | 7,837  | 16,6 | +1.9 |
|               | UKIP                 | Ronald Walters       | 1,333  | 2,8  | +2.0 |
|               | ProLife Alliance     | William Newton       | 475    | 1,0  | N/A  |
| Majorité      | Majorité             | Majorité             | 10,153 | 21,5 | +2.8 |
| Participation | Participation        | Participation        | 47,072 | 68,9 | -9.5 |
|               | Conservateur retenir | Conservateur retenir | Swing  | +1.4 |      |

### Élections dans les années 1990
Cette circonscription a subi des changements de limites entre les élections générales de 1992 et 1997 et donc la variation de la part des voix est basée sur un calcul théorique.
| Parti         | Parti                    | Candidat             | Voix   | %    | ±     |
| ------------- | ------------------------ | -------------------- | ------ | ---- | ----- |
|               | Conservateur             | Paul Beresford       | 26,178 | 48,0 | −13.3 |
|               | Libéral Démocrate        | Stephen Cooksey      | 15,957 | 29,3 | +0.6  |
|               | Travailliste             | Christopher Payne    | 8,057  | 14,8 | +5.4  |
|               | Référendum               | Nick Taber           | 2,424  | 4,4  | N/A   |
|               | Conservateur indépendant | Richard Burley       | 1,276  | 2,3  | N/A   |
|               | UKIP                     | Ian Cameron          | 435    | 0,8  | N/A   |
|               | Natural Law              | Judith Thomas        | 197    | 0,4  | −0.4  |
| Majorité      | Majorité                 | Majorité             | 10,221 | 18,7 | -10.3 |
| Participation | Participation            | Participation        | 54,524 | 78,4 | −3.6  |
|               | Conservateur retenir     | Conservateur retenir | Swing  | −6.9 |       |

| Parti         | Parti                | Candidat             | Voix   | %    | ±    |
| ------------- | -------------------- | -------------------- | ------ | ---- | ---- |
|               | Conservateur         | Kenneth Baker        | 32,549 | 59,3 | −1.5 |
|               | Libéral Démocrate    | Michael Watson       | 16,599 | 30,3 | +0.4 |
|               | Travailliste         | Tim Walsh            | 5,291  | 9,6  | +0.3 |
|               | Natural Law          | Judith Thomas        | 442    | 0,8  | N/A  |
| Majorité      | Majorité             | Majorité             | 15,950 | 29,0 | −1.9 |
| Participation | Participation        | Participation        | 54,881 | 82,0 | +5.0 |
|               | Conservateur retenir | Conservateur retenir | Swing  | −0.9 |      |

### Élections dans les années 1980
| Parti         | Parti                | Candidat             | Voix   | %    | ±    |
| ------------- | -------------------- | -------------------- | ------ | ---- | ---- |
|               | Conservateur         | Kenneth Baker        | 31,689 | 60,8 | 0.0  |
|               | Liberal              | Susan Thomas         | 15,613 | 29,9 | −0.8 |
|               | Travailliste         | Christopher King     | 4,846  | 9,3  | +0.8 |
| Majorité      | Majorité             | Majorité             | 16,076 | 30,9 | +0.8 |
| Participation | Participation        | Participation        | 52,148 | 77,0 | +2.0 |
|               | Conservateur retenir | Conservateur retenir | Swing  | +0.4 |      |

| Parti         | Parti                                  | Candidat      | Voix   | %    | ±   |
| ------------- | -------------------------------------- | ------------- | ------ | ---- | --- |
|               | Conservateur                           | Kenneth Baker | 29,691 | 60,8 | N/A |
|               | Liberal                                | Susan Thomas  | 14,973 | 30,7 | N/A |
|               | Travailliste                           | Fanny Lines   | 4,147  | 8,5  | N/A |
| Majorité      | Majorité                               | Majorité      | 14,718 | 30,1 | N/A |
| Participation | Participation                          | Participation | 48,811 | 75,0 | N/A |
|               | Conservateur vainqueur (nouveau siège) |               |        |      |     |

## Sources
- Résultats élections, 2017 & 2015 (BBC)
- Résultats élections, 2010 (BBC)
- Résultats élections, 2005 (BBC)
- Résultats élections, 1997 - 2001 (BBC)
- Résultats élections, 1997 - 2001 (Election Demon)
- Résultats élections, 1983 - 1992 (Election Demon)
- Résultats élections, 1992 - 2010 (Guardian)
- Résultats élections, 2010 (UKPollingReport)